# Park Narodowy Defensores del Chaco
Park Narodowy Defensores del Chaco – największy park narodowy w Paragwaju i drugi (z istniejących) pod względem roku założenia. Leży w departamentach Alto Paraguay i Boquerón. Uznany za ostoję ptaków IBA.
Utworzony został 6 sierpnia 1975 na mocy dekretu nr 16806/75. Liczył wtedy 7800 km² powierzchni. W 2005 ustalono, że rzeczywista powierzchnia parku wynosi 6859,53 km², bowiem pozostały teren nie należał do władz parku.

## Warunki naturalne
PN Defensores del Chaco leży w ekoregionie Gran Chaco i w większości ma charakter równinny. Według danych IUCN blisko 72% powierzchni parku. Przez park przepływa Río Timane, która swój początek bierze w Andach, zaś kończy się w Chaco. Najwyższym punktem parku jest Cerro León (600 m n.p.m.) o blisko 40–kilometrowej średnicy. Roczna suma opadów wynosi średnio 800 mm. W zimie (czerwiec–wrzesień) temperatura może spaść do 0 °C, w nocy przymrozki; w lecie temperatura sięga 42 °C.

## Flora
Na terenie parku występują liczne gatunki sukulentów – kaktusów (Cactaceae; m.in. Gymnocalycium eurypleurum, G. chacoensis, Stensonia coryne) oraz bromeliowatych (Bromeliaceae) oraz ciernistych – szakłakowatych (Rhamnaceae), dławiszowatych (Celastraceae) i bobowatych (Leguminosae). Z roślin występujących w parku wymienić można Jacaratia corumbensis (melonowcowate) i drzewa Bulnesia sarmientoi, Amburana cearensis, aspidospermę białą (Aspidosperma quebracho-blanco), Aspidosperma pyrifolium i Caesalpinia paraguariensis, natomiast z tych o znaczeniu gospodarczym Nicotiana plumbaginifolia, Manihot spp., Arachis cardenasii, Arachis duranensis i paprykę jagodową (Capsicum baccatum).

## Fauna
Do ssaków, które można napotkać w parku należą jaguar (Panthera onca), ocelot (Leopardus pardalis), puma (Puma concolor), kot tygrysi (Leopardus tigrinus), jaguarundi (Puma yagouaroundi), pekari Wagnera (Catagonus wagneri), pancernik olbrzymi (Priodontes maximus), mrówkojad wielki (Myrmecophaga tridactyla), tapir anta (Tapirus terrestris).

### Awifauna
Od 2007 roku park jest częścią ostoi ptaków IBA o nazwie Parque Nacional Defensores del Chaco, mającej nieznacznie większą powierzchnię. Wśród „triggera species” wymienia 17 gatunków, z czego trzy o statusie bliskich zagrożenia (NT, Near Threatened) – nandu szare (Rhea americana), murawnik brodaty (Polystictus pectoralis) i mokradnik argentyński (Pseudocolopteryx dinelliana). Pozostałe 14 gatunków ma status najmniejszej troski; są to między innym czakalaka bura (Ortalis canicollis), kariama czarnonoga (Chunga burmeisteri), puszczyk jarzębaty (Strix chacoensis), dzięcioł płowogrzbiety (Campephilus leucopogon), piaskownik zaroślowy (Tarphonomus certhioides), łaziec rudy (Xiphocolaptes major), czywik czarnogłowy (Poospiza melanoleuca).